# Unihockey-Europacup 1994
Der Unihockey-Europacup 1994 war die zweite Auflage des Wettbewerbes. Austragsort war Chur in der Schweiz vom 27. bis 30. Dezember 1994.

## Gruppe A
| Gruppe A          |      |                   |
| Kjavns FK         | 0:17 | UHC RW Chur       |
| Fornudden ÌB      | 5:0  | Tatran Stresovice |
| UHC RW Chur       | 3:3  | Fornudden IB      |
| Tatran Stresovice | 5:4  | Kjavns FK         |
| UHC RW Chur       | 1:2  | Tatran Stresovice |
| Kjavns FK         | 2:17 | Fornudden IB      |

## Gruppe B
| Gruppe B  |     |           |
| Josba     | 8:1 | Poljot    |
| Greir IBK | 2:2 | Balrog IK |
| Greir IBK | 2:8 | Josba     |
| Poljot    | 0:4 | Balrog IK |
| Balrog IK | 5:0 | Josba     |
| Poljot    | 2:4 | Greir IBK |

## Platz 7./8.
- Kjavns FK  6:5  Poljot

## Platz 5./6.
- UHC RW Chur  6:1  Greir IBK

## Semifinale
- Fornudden IB  4:1  Josba
- Balrog IK  8:0  Tatran Stresovice

## Platz 3./4.
- Josba - Tatran Stresovice  6:4

## Finale in Chur
- Fornudden IB  3:6  Balrog IK